# 無量光寺 (明石市)
無量光寺（むりょうこうじ）は兵庫県明石市にある浄土宗の寺院。山号は月浦山、本尊は阿弥陀如来。
当寺は源氏物語明石の巻に登場する、光源氏の「浜の館（たち）」のモデルであるとの伝承がある。

## 概要
平安時代の長編物語である紫式部「源氏物語」の「明石の巻」における光源氏の屋敷であった「浜の館」のモデルが当寺であるとする伝承がある。門前にある細い道は「蔦の細道」と呼ばれ、光源氏が明石の君に逢うために通った道のモデルとされる。
慶長18年（1613年）に中興されたと伝わる。しかし1945年7月6日の神戸大空襲により全山焼失。その中で左甚五郎作と伝わる彫刻のある山門だけは焼失を免れ、焼失した本堂と源氏稲荷は戦後に再建された。

## 境内
- 源氏稲荷（源氏大明神）
- 山門 - 総欅造り、彫刻は伝左甚五郎作
- 本堂

## 札所
- 明石西国三十三箇所 第2番

## 所在地
〒673-0897 兵庫県明石市大観町10-11

## 交通アクセス
- 山陽電鉄 西新町駅 から徒歩10分[1]
- 山陽電鉄 山陽明石駅 またはJR神戸線明石駅 徒歩25分
- JR神戸線明石駅より市バス乗車、「大観橋」バス停下車、徒歩10分

## 周辺
- 善楽寺 - 明石入道ゆかりの寺
- 現光寺 - 別名は源氏寺